# 立命館大学大学院文学研究科・文学部

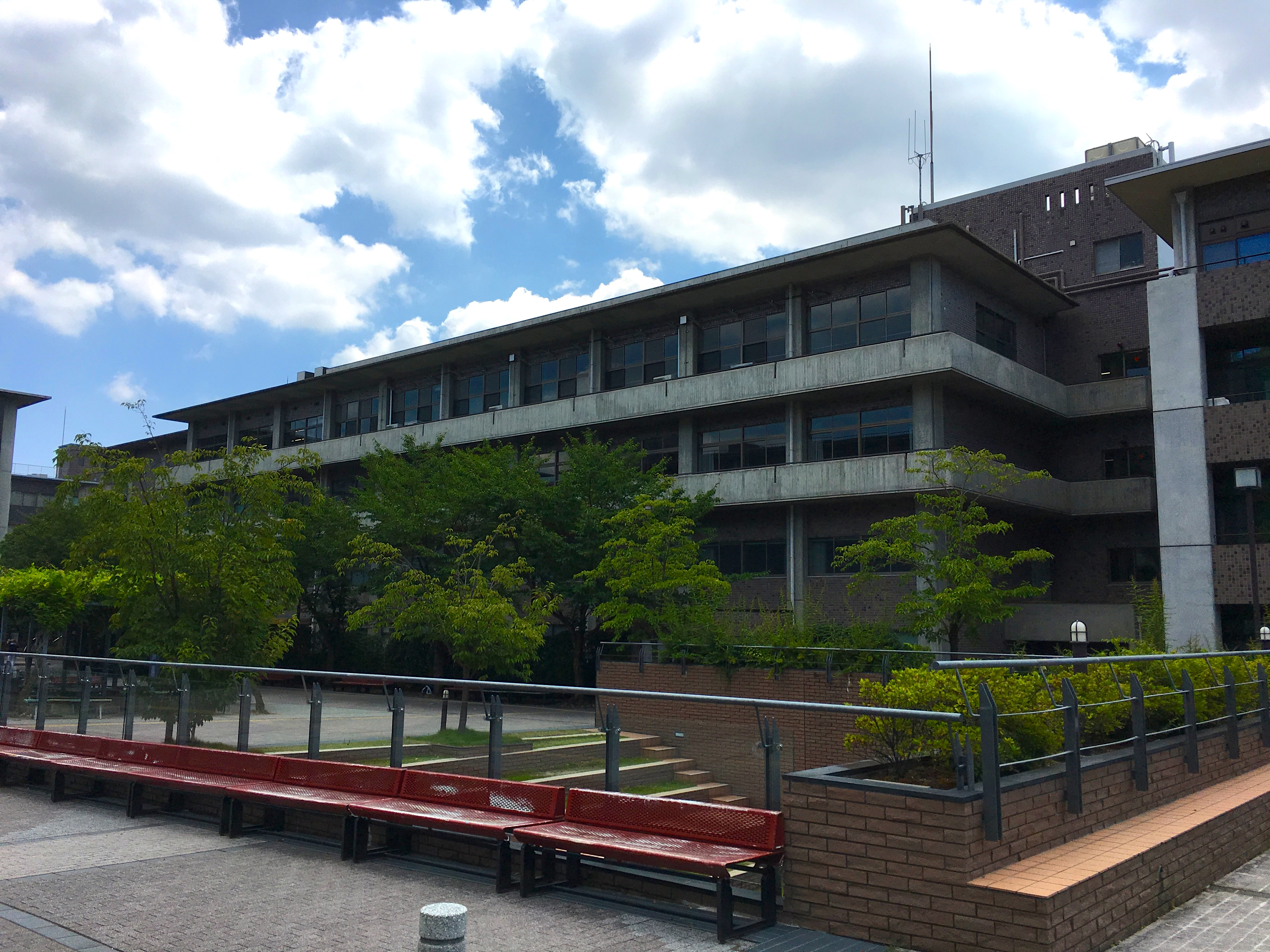
清心館（文学部基本棟）

立命館大学文学部（りつめいかんだいがくぶんがくぶ、英: College of Letters）は、立命館大学に設置される学部の一つである。また、立命館大学大学院文学研究科（りつめいかんだいがくだいがくいんぶんがくけんきゅうか、英:Graduate School of Letters）は、立命館大学大学院に設置される研究科の一つである。

## 概要
1922年（大正11年）の大学令によって立命館大学の設立が認可（旧制大学）されてから5年後の1927年（昭和2年）、専門学部に文学科及び商学科が設置される。
立命館大学文学部の授業科目は、基礎・教養科目、外国語科目、専門科目で構成される。
立命館大学文学部は、8つの学域、「人間研究学域」、「日本文学研究学域」、「日本史研究学域」、「東アジア研究学域」、「国際文化学域」、「地域研究学域」、「国際コミュニケーション学域」、「言語コミュニケーション学域」がある。
「クロスメジャー制度」も用意し、フィールドワーク型実習やインターンシップを通じて、京都の歴史・地理・文学などを広く学ぶ「京都学クロスメジャー」と、人文学の多様な分野が持つテーマや素材、資源、デジタル技術を活用・応用し、ビッグデータや精密な情報から人文学を探求する新領域「デジタル人文学クロスメジャー」の２コースがある。

## 沿革
- 1869年（明治2年） 西園寺公望が京都御所内の私邸に「私塾立命館」を創始[2]。
- 1900年（明治33年） 中川小十郎が「私立京都法政学校」を創立[2]。
- 1903年（明治36年） 専門学校令により「私立京都法政専門学校」に組織変更[2]。
- 1904年（明治37年） 専門学校令により「私立京都法政大学」へ改称[2]。
- 1913年（大正2年） 大学名を「私立立命館大学」へ改称[2]。
- 1922年（大正11年） 大学令により「立命館大学」へ昇格[2]。
- 1927年（昭和2年） 専門学部に文学科国語漢文学科設置[3]。
- 1935年（昭和10年） 専門学部に文学科歴史地理科を増設[3]。
- 1941年（昭和16年） 大学法経学部を法文学部に改め（法政学科・文学科）、専門学部も改組（法政学科・文学科・高等商業科）[4]。
- 1948年（昭和23年） 旧制文学部（1月）および新制文学部（4月）設置[5]。
- 1950年（昭和25年） 大学院（新制）設置[2]。
- 1957年（昭和32年） 西洋史学専攻増設[6]。
- 1963年（昭和38年） 二部文学部を改組（人文学科設置）[2]。
- 1977年（昭和52年） 清心館（衣笠）竣工[7]。
- 1978年（昭和53年） 文学部を広小路から衣笠キャンパスへ移転[2]。
- 1996年（平成8年） 人文総合科学インスティテュート設置。昼夜開講制を実施[2]。
- 2001年（平成13年） 文学部に心理学科を設置。文学部哲学科に教育人間学専攻を設置[2]。
- 2004年（平成16年） 文学部を人文学科と心理学科に学科再編[2]。
- 2006年（平成18年） 文学部を人文学科1学科に再編・統合[2]。
- 2012年（平成24年） 文学部の14専攻・プログラムを8学域、18専攻に再編[2]。

## 大学院文学研究科（博士課程前期課程・博士課程後期課程）

### 人文学専攻
- 哲学専修
- 教育人間学専修
- 日本文学・日本語学専修
- 中国文学・思想専修
- 英米文学専修
- 日本史学専修
- 東洋史学専修
- ヨーロッパ・イスラーム史専修
- 文化動態学専修（博士課程前期課程のみ）
- 現代東アジア言語・文化学専修
- 英語圏文化専修

### 行動文化情報学専攻
- 地理学・地域観光学専修
- 文化情報学専修
- 考古学・文化遺産専修

## 文学部

### 人文学科
- 人間研究学域
- 日本文学研究学域
- 日本史研究学域
- 東アジア研究学域
- 国際文化学域
- 地域研究学域
- 国際コミュニケーション学域
- 言語コミュニケーション学域

## 学部長・研究科長
- 遠藤英樹

## 交通アクセス

### 衣笠キャンパス
所在地：京都市北区等持院北町56-1
- JR近鉄京都駅から
  - 市バス50号系統にて42分、市バス・JRバス快速立命館にて36分、「立命館大学前（終点）」下車
- JR円町駅から
  - 市バス・JRバス快速立命館にて約8分、「立命館大学前（終点）」下車
  - 市バス15号系統にて10分、臨にて約9分、「立命館大学前（終点）」下車
  - JRバス高尾・京北線にて約8分、「立命館大学前」下車
- 阪急電車西院駅から
  - 市バス・JRバス快速立命館にて約15分、臨にて約17分、「立命館大学前（終点）」下車
- 京阪電車三条駅から
  - 市バス12号系統にて53分、市バス15号系統にて34分、市バス51号系統にて36分、「立命館大学前（終点）」下車

## 出身者

### 学術
- 赤井達郎 - 歴史学者、奈良教育大学名誉教授
- 今西一 - 歴史学者、小樽商科大学名誉教授
- 岩井宏實 - 民俗学者、国立歴史民俗博物館・帝塚山大学名誉教授
- 梅野正信 - 歴史学者・教育学者、鹿児島大学教育学部教授
- 岡本亮輔 - 宗教学者、北海道大学准教授
- 尾川昌法 - 歴史学者
- 長志珠絵 - 歴史学者、神戸大学教授
- 鎌田道隆 - 歴史学者
- 川村匡由 - 社会福祉学者、武蔵野大学名誉教授
- 菊屋吉生 - 美術史学者、山口大学名誉教授
- 木股知史 - 近代日本文学研究者、甲南大学名誉教授
- 見城悌治 - 歴史学者、千葉大学教授
- 佐藤友美子 - 追手門学院大学教授
- 白川静 ‐ 漢文学者・東洋学者、立命館大学名誉教授
- 高木博志 - 歴史学者、京都大学人文科学研究所教授
- 高橋友子 - 歴史学者
- 田中修実 - 日本史学者、就実短期大学教授
- 田中日佐夫 - 美術史学者、秋田県立近代美術館館長、成城大学名誉教授
- 中ノ堂一信 - 美術史研究者
- 中村喬 - 中国文化史学者、立命館大学名誉教授
- 西川富雄 - 哲学者、立命館大学名誉教授
- 野上憲男 - 英文学者
- 橋本雄一 - 地理学者
- 平井和子 - 歴史学者、一橋大学客員教授
- 町田章 - 考古学者
- 松浦玲 - 歴史学者
- 松塚俊三 - イギリス史学者、福岡大学教授
- 森川展男 - アメリカ文学者、法社会学者、近畿大学教授
- 守屋毅 - 歴史学者、元国立民族学博物館教授
- やすいゆたか - 哲学者
- 安田喜憲 - 環境考古学者、国際日本文化研究センター教授
- 山尾幸久 - 歴史学者、立命館大学名誉教授
- 山本伸 - 文学者、東海学園大学教授
- 横井清 - 日本中世史学者
- 吉村和真 - マンガ研究者、京都精華大学副学長

### 文学
- 井上由美子 - 脚本家（中国文学専攻卒）
- 伊藤遊 - 児童文学作家（史学科卒）
- 上原隆 - エッセイスト（哲学科卒）
- 宇野常寛 - 評論家
- 古谷経衡 - 作家、評論家（史学科卒）
- 川野彰子 - 小説家
- 桐野作人 - 作家、歴史研究家（東洋史学専攻卒）
- 楠見朋彦 - 小説家、歌人（哲学科卒）
- 左方郁子 - 歴史作家（大学院文学研究科修了）
- 清水良典 - 文芸評論家、愛知淑徳大学教授（日本文学科卒）
- 高島裕 - 歌人（哲学科卒）
- 高瀬隼子 - 小説家
- 高野澄 - 歴史小説作家（大学院文学研究科近代史専攻修了）
- 田名部宗司 - 小説家、ライトノベル作家（史学科西洋史学専攻卒）
- 千早茜 - 小説家（人文総合インスティテュート卒）
- 坪内稔典 - 俳人、京都教育大学名誉教授（日本文学科卒）
- 田原 - 詩人、翻訳家（大学院文学研究科日本文学専攻博士課程修了）
- 典厩五郎 - 小説家（哲学科卒）
- 仁川高丸 - 作家（西洋史学科卒）
- 西本秋 - 小説家
- 朴慶南 - 作家、エッセイスト（史学科卒）
- 平田俊子 - 詩人、小説家、劇作家（日本文学科卒）
- 藤原緋沙子 - 小説家、時代小説作家、脚本家（史学科卒）
- 古川嘉一郎 - フリーライター、放送作家、園芸評論家
- 星あかり - 児童文学作家（文学科卒）
- 水上勉 - 小説家、文化功労者（国文学科中退）
- マイケル・エメリック - 文学者、翻訳家（大学院文学研究科修了）
- 前島不二雄 - 作家（大学院文学研究科日本史専攻修了）
- 森哲弥 - 詩人（哲学科心理学専攻卒）
- 森島いずみ - 児童文学作家
- やえがしなおこ - 作家、児童文学作家
- 安森敏隆 - 歌人、近代日本文学研究者、同志社女子大学名誉教授（大学院文学研究科日本文学専攻修了）
- 横山充男 - 児童文学作家
- 和田繋二郎 - 歌人、近代日本文学研究者、立命館大学名誉教授（法文学部国文学科卒）

### 芸術
- 茂山逸平 - 能楽師
- 香川愛生 - 女流棋士
- 瀬木直貴 - 映画監督
- 長沖渉 - 演出家
- 山口ヒロキ ‐ 映画監督